# К-555 «Князь Пожарський»
| К-535 «Князь Пожарський»                              | К-535 «Князь Пожарський» | К-535 «Князь Пожарський» |
| ----------------------------------------------------- | --- | --- |
| К-535 рос. «Князь Пожарский»                          | | |
|                                                       | | |
| «Князь Пожарський» спускається на воду, 3 лютого 2024 | | |
| Верф                                                  | завод № 402, Сєверодвінськ | завод № 402, Сєверодвінськ |
| Під прапором                                          | Росія | Росія |
| Належність                                            | Військово-морські сили Російської Федерації                                                                                             | Військово-морські сили Російської Федерації                                                                                             |
| Порт приписки                                         | Гаджієво | Гаджієво |
| На честь                                              | Дмитра Пожарського | Дмитра Пожарського |
| Спуск на воду                                         | 3 лютого 2024 року | 3 лютого 2024 року |
| Сучасний статус                                       | в строю | в строю |
| Проєкт                                                | | |
| Тип ПЧ                                                | атомний підводний човен з балістичними ракетами 4-го покоління                                                                          | атомний підводний човен з балістичними ракетами 4-го покоління                                                                          |
| Класифікація НАТО                                     | Borey | Borey |
| Основні характеристики                                | | |
| Швидкість (надводна)                                  | 15 узлов | 15 узлов |
| Швидкість (підводна)                                  | 29 узлов | 29 узлов |
| Робоча глибина занурення                              | 400 метров | 400 метров |
| Гранична глибина занурення                            | 480 метров | 480 метров |
| Автономність плавання                                 | 90 суток | 90 суток |
| Екіпаж                                                | 107 осіб (у т. ч. 55 офіцерів) | 107 осіб (у т. ч. 55 офіцерів) |
| Розміри                                               | | |
| Довжина найбільша (по КВЛ)                            | 170 м | 170 м |
| Ширина корпусу найб.                                  | 13,5 м | 13,5 м |
| Середня осадка (по КВЛ)                               | 10 м | 10 м |
| Водотоннажність надводна                              | 14 720 т | 14 720 т |
| Водотоннажність підводна                              | 24 000 т | 24 000 т |
| Озброєння                                             | | |
| Торпедно- мінне озброєння                             | 6 × 533-мм ТА, торпеди «Фізик-2», торпедорокети РПК-6М «Водоспад», крилаті ракети, міни (боєзапас до 40 одиниць). 6 ПУ СГАПД «Шлагбаум» | 6 × 533-мм ТА, торпеди «Фізик-2», торпедорокети РПК-6М «Водоспад», крилаті ракети, міни (боєзапас до 40 одиниць). 6 ПУ СГАПД «Шлагбаум» |
| Ракетне озброєння                                     | 16 ПУ комплексу Д-30, 16 БРПЛ Р-30 (SS-N-32) «Булава»                                                                                   | 16 ПУ комплексу Д-30, 16 БРПЛ Р-30 (SS-N-32) «Булава»                                                                                   |
| ППО                                                   | ПЗРК «Ігла» «Верба» | ПЗРК «Ігла» «Верба» |

К-555 «Князь Пожарський» (рос. К-535 «Князь Пожарский») — російський атомний підводний човен стратегічного призначення, що належить до 4-го покоління. Восьма АПЛ проєкту 955 «Борей» і п'ята, що будуються за модернізованим проєктом 955А «Борей-А», названа на честь російського князя Дмитра Пожарського.

## Історія будівництва

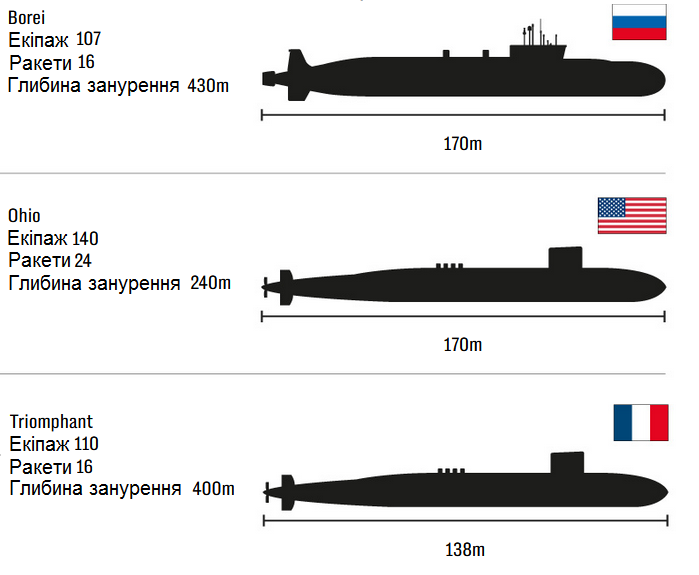
Порівняння атомних підводних човнів

Закладка відбулася 23 грудня 2016 року у Сєверодвінську на ВАТ «Севмаш» під заводським № 208.
Спуск на воду планувався у другій половині грудня 2023 року, потім був перенесений на початок лютого 2024 року.
3 лютого 2024 року АПЛ була спущена на воду і після виведення з елінгу розпочало заводські ходові випробування. 28 липня 2024 року АПЛ розпочала заводські ходові випробування.
Передача АПЛ «Князь Пожарський» до складу Північного флоту була запланована на кінець 2024 рок, але на початку грудня того ж року з'явилася інформація про перенесення термінів здачі на червень 2025 року..
24 липня 2025 року в присутності Президента РФ і Головкому ВМФ на К-555 було піднято Військово-морський прапор, корабель прийнято до ладу включено до складу 31-ї дивізії підводних човнів Північного флоту з базуванням у Гаджиєво.
3 серпня 2025 року стало відомо, що українська розвідка здобула секретні документи про новітню атомну субмарину РФ К-555 «Князь Пожарський» проєкту 955А «Борей-А» — ключовий елемент ядерної тріади Кремля. ГУР отримало інженерну документацію, бойові схеми, списки екіпажу, інструкції та корабельні розклади. Ці дані дозволяють виявити технічні обмеження не лише підводного ракетоносія «Князь Пожарського», а й інших субмарин цього класу.

## Галерея

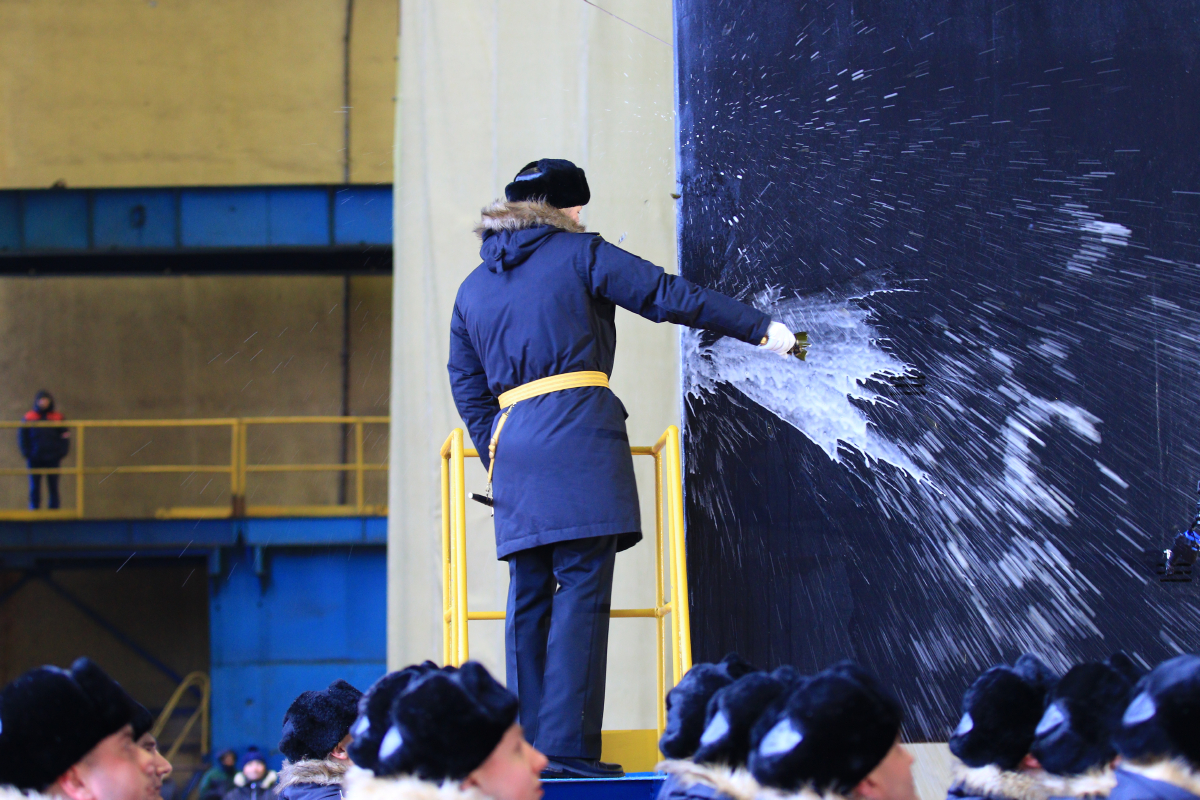
Церемонія спуску на воду
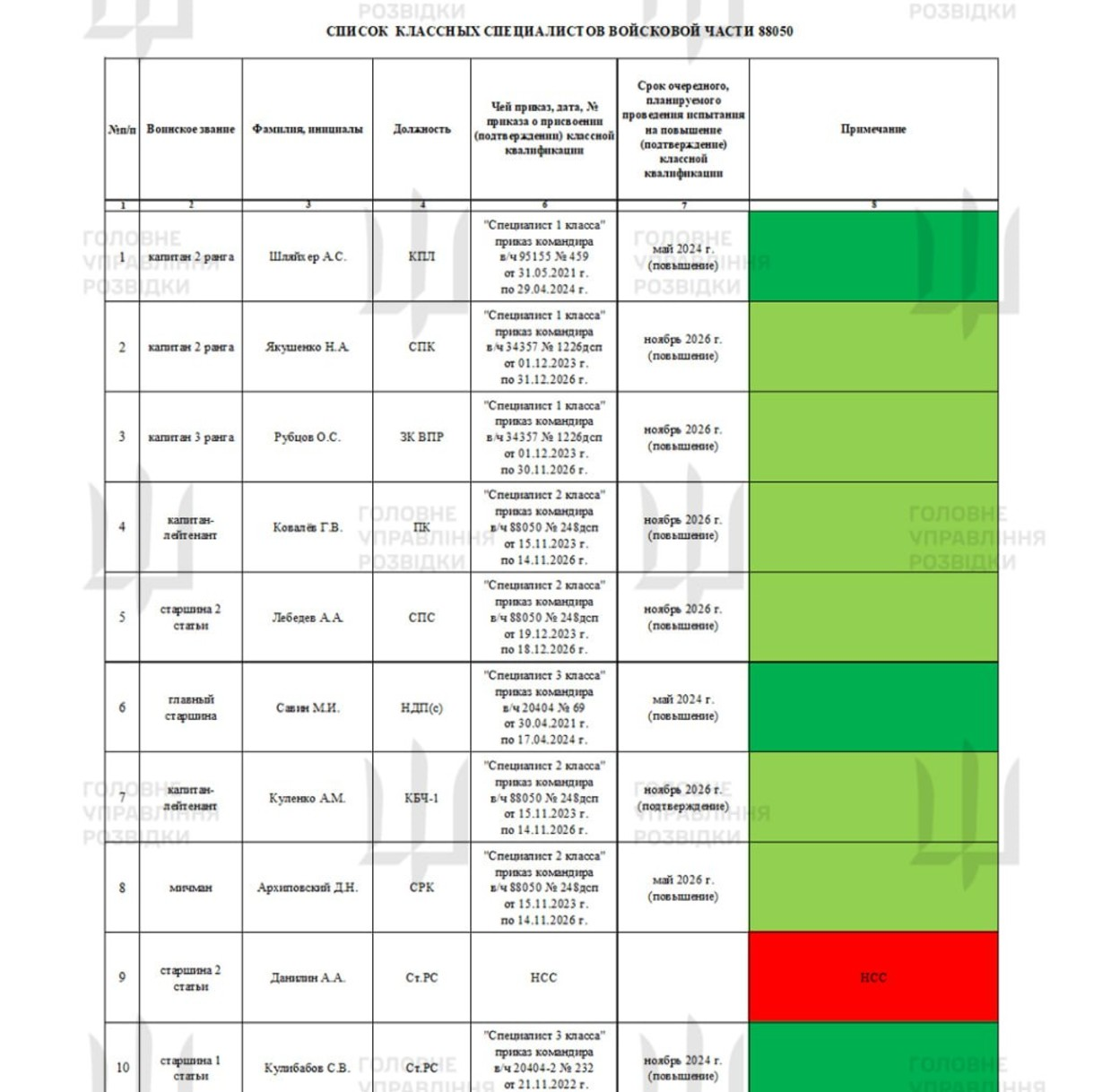
приклади здобутих документів
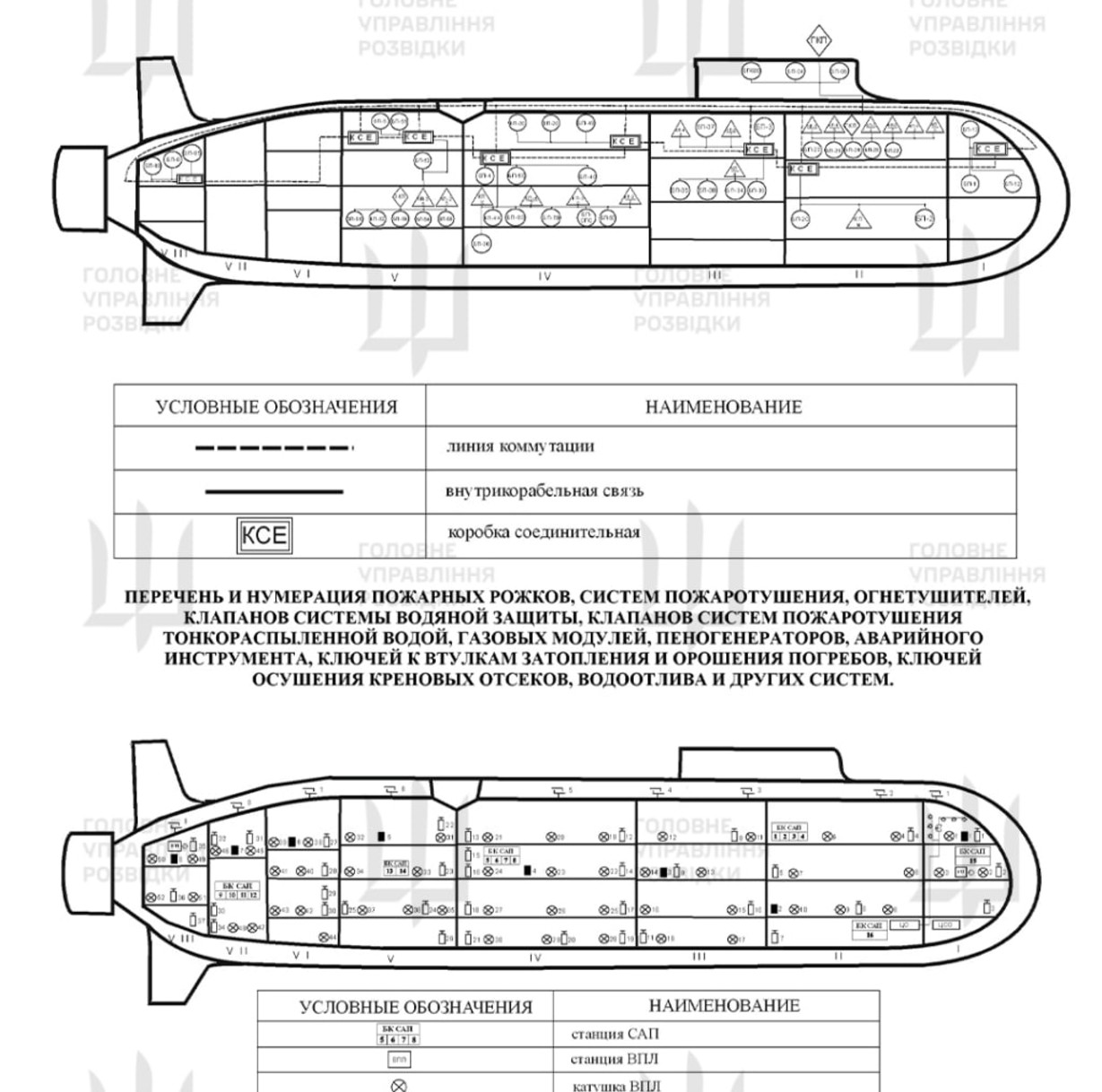
приклади здобутих документів 2